# Saint-André-Farivillers
Saint-André-Farivillers è un comune francese di 520 abitanti situato nel dipartimento dell'Oise della regione dell'Alta Francia.

## Società

### Evoluzione demografica
Abitanti censiti